# 84제곱미터
"84제곱미터"(영어: Wall To Wall)는 2025년 공개된 대한민국의 스릴러 영화로, 김태준이 감독을 맡았다.

## 출연

### 주연
- 강하늘 : 우성 역
- 염혜란 : 전은화 역
- 서현우 : 영진호 역

### 조·단역
- 전진오 : 전광철 역
- 김현정 : 하주경 역
- 박성일 : 가주호 역
- 윤정일 : 이상욱 역
- 이종구 : 김영철 역
- 조한준 : 이창우 역
- 강애심 : 남해주 역
- 손문영 : 서 과장 역
- 류성현 : 공인중개사 역

### 특별출연
- 정성일 : 전성일 역

## 참고 사항
- 제목인 '84제곱미터'는 국민평형으로 불리는 가장 대중적인 공급면적 33~35평[4][5]을 말한다.[6]